# Pustki (województwo warmińsko-mazurskie)
Pustki – wieś w Polsce położona w województwie warmińsko-mazurskim, w powiecie nowomiejskim, w gminie Nowe Miasto Lubawskie.
W latach 1975–1998 miejscowość położona była w województwie toruńskim. 
W 1921 roku stacjonowała tu placówka 13 batalionu celnego a następnie placówka Straży Celnej „Radomno Pustki”.